# Philips fruittuin
De Philips fruittuin is een door Philips aangelegde boomgaard, en tegenwoordig een onderdeel van een groengebied ten noordwesten van Eindhoven, gelegen aan de Oirschotsedijk 14a.
In de jaren 30 van de 20e eeuw werd de Philips fruittuin aangelegd op grond waarvan de familie Philips eigenaar was, als werkverschaffingsproject. Zo konden een aantal werknemers van Philips ook tijdens de crisisjaren aan het werk blijven en het leverde ook fruit op als bijdrage aan de gezonde voeding van de Philipswerkers.
Later raakte de Philips fruittuin in verval om uiteindelijk weer in ere te worden hersteld. In 2008 werd er een bezoekerscentrum, een pannenkoekhuis, een streekwinkel, een speeltuintje geopend en tegenwoordig worden er allerlei activiteiten en cursussen voor kinderen en volwassenen georganiseerd.